# Fastigo
Fastigo 
- Fastighetsbranschens arbetsgivarorganisation omfattande totalt 1 000 medlemsföretag med drygt 23 500 anställda (2025). Medlemsföretagen representerar privata, kommunala och kooperativa företag i fastighetsbranschen.

## Historik
Fastigo bildades 1946 med namnet Kooperativa och Allmännyttiga Bostadsföretagens Förhandlingsorganisation KAB och hade endast kommunalla och kooperativa bostadsbolag samt bostadsrättsföreningar som medlemmar. 1994 skedde namnbyte till Fastigo och organisationen blev öppen för alla typer av företag inom branschen.

## Organisation
Fastigo är en ideell förening med uppgift att tillvarata medlemmarnas intressen i deras egenskap av arbetsgivare. Fastigo AB är ett aktiebolag, med lokaler mitt i Stockholm, som sköter kansli och annan relaterad verksamhet.
Relaterat till Fastigo är Trygghetsrådet Fastigo (TRF) och Trygghetsfonden Fastigo - LO, vilka partssammansatta organ sköter Trygghetsavtal inom Fastigos avtalsområde.
2022 slöt Fastigo ett samarbetsavtal under namnet Oberoende arbetsgivarorganisationers samverkan (OAS) tillsammans med  Arbetsgivaralliansen, Bankinstitutens arbetsgivareorganisation (BAO), Svenska kyrkans arbetsgivarorganisation, Fremia, Svensk Industriförening, och Svensk Scenkonst.

## Ordförande
Katarina Prick

## Verkställande direktör
- Johan Mann